# 吳昌期 (1968年)
吳昌期（1968年5月8日—），臺灣省新竹縣竹東鎮客家人。曾經先後在臺北縣擔任過國民小學教師、訓導與生教組長、教導與總務主任，最終成為全縣最年輕的校長。

## 生平
吳昌期祖籍廣東省梅縣，父親原居新竹縣竹東鎮，北上臺北任職工友職務，收入有限。家族本屬四縣腔客家人。母親為新竹縣新豐鄉人，在家皆言海陸腔客語。吳昌期於臺北市萬華區出生，周遭完全沒有學習客家母語的環境，幼年暑假期間父親特將其送回竹東故鄉陪伴祖父母，尚有機會習講客家母語。

### 早年經歷
吳自幼年以來為克服家庭的貧困窘境而一心向學，熱愛閱讀卻因家境關係沒有經費購書，直至小學五年級才擁有第一本屬於自己的課外讀物，是當時考試成績優良老師送的獎品。幼年最常閱讀的刊物即是中央日報副刊，乃父親兼任中國國民黨黨職才有機會獲贈的免費報刊。當時中央日報副刊作者名家雲集，使少年吳昌期在潛移默化中受益匪淺，養成語文能力超越同儕、寫作文思不虞匱乏的能量。

### 投身教職
1983年考取省立台北師專，1999年調任三峽五寮國小擔任教導主任，同年考取碩士。後於校長任上畢業於台北教育大學教育政策與管理研究所博士班，教學、行政與進修同時進行且應對自如。歷經過教師、組長、主任等職務歷練後，以33歲之齡成功考取校長、2003年35歲時始獲遴派至汐止白雲國小擔任校長，創下新北最年輕校長與最早遴派校長的紀錄，樹立難以打破的「新北障礙」，或稱為「昌期障礙」。於汐止白雲國小時期，面對周遭資源相對豐富的胡適國小及舊莊國小兩校雙夾擊之下，白雲國小從原本即將面臨被縮班命運的學校，在吳昌期的改造下，以都市版的森林小學作為號召，成功將偏鄉小學打理成為家長競相爭取子弟入學的多元小學。
2010年，改任板橋市江翠國小校長。

### 逆境重生
吳昌期於江翠國小校長就職次年即開始出現帕金森氏症輕微病徵。後因一場車禍改變下半輩子。
2018年2月1日，卸任校長職務，成為全市以最年輕之齡最早退休的校長。退休後持續著書立說，向各界分享多年的教學經歷與抗症經過。目前擔任臺灣帕金森病友權益促進會理事長。

## 獲獎榮譽
- 民國83年：臺北縣社會教育有功人員
- 民國84年：教育部成人教育有功人員
- 民國87年：臺灣省特殊優良教師師鐸獎
- 民國88年：臺北縣社會教育有功人員
- 民國92年：教育部推薦輔導有功人員
- 民國99年：推動客家文化貢獻獎

## 相關著作[9]
- 《大學生必修的14堂課》--心理出版社[10]
- 〈國民小學校長變革領導、組織學習組織文化關係之研究〉--國立台北教育大學教育政策與管理研究所博士論文[11]
- 《教育全壘打》－翰林出版社出版
- 〈國中中輟學生就讀國中補校學習適應之研究〉－國立台北師院國民教育研究所碩士論文[12]
- 成人教育基本教材「識字真好」第一、二冊
- 國中補校教科書「經濟生活」上下冊
- 撰寫本縣成人教育補充教材系列第二冊 多一點讚美
- 《D208裡的那個人》－三民出版社出版[3]

## 外部連結
- 昌期校長的網站[]
- 《新北好客人－校長篇：40位客籍校長的杏壇佳話》 （页面存档备份，存于）